# Alois Martin David
Alois Martin David (8. prosince 1757 Dřevohryzy u Toužimi – 22. února 1836 Klášter Teplá) byl český kněz, astronom a kartograf, průkopník aplikované vědy.

## Život
Vystudoval klášterní gymnázium v Teplé a od roku 1776 studoval filosofii, fyziku, matematiku a teologii na Karlově univerzitě v Praze. Roku 1777 se stal magistrem filosofie a pokračoval ve studiu teologie. Přitom navštěvoval přednášky Jana Tesánka a Stanislava Vydry o matematice, mechanice a astronomii. Roku 1780 vstoupil do řádu premonstrátů v Teplé, od roku 1783 pokračoval ve studiu v Praze a roku 1787 byl vysvěcen na kněze. Roku 1789 byl jmenován profesorem Karlo-Ferdinandovy univerzity a pracoval na hvězdárně v Klementinu, od roku 1799 po Antonínu Strnadovi jako její ředitel. Roku 1790 obhájil doktorát filosofie, od roku 1795 byl členem Královské české společnosti nauk, v letech 1806–1831 byl jejím tajemníkem a od roku 1832 ředitelem. Jeho kolegou a nástupcem ve funkci ředitele hvězdárny byl Adam Bittner.
Navázal četné styky s hvězdárnami v Německu (Gotha, Mnichov, Benediktbeuern). Roku 1805 byl zvolen děkanem Filosofické fakulty, roku 1815 jej císař František I. vyznamenal Velkým zlatým řádem a roku 1816 jej jmenoval rektorem pražské univerzity. Byl členem řady učených a vědeckých společností v Čechách, na Moravě, v Lipsku a v Mnichově. Byl jmenován královským astronomem a roku 1830 císařským radou. Roku 1833 se vrátil do Teplé, kde o tři roky později zemřel.

## Dílo
Jako ředitel pražské hvězdárny se věnoval zejména geodézii a v letech 1801–1820 zpracoval se svými spolupracovníky novou přesnější mapu Čech. 
Zpřesnil údaje o zeměpisné délce polohy Prahy vůči poloze Drážďan a Vratislavi, když časové rozdíly místního času mezi nimi změřil pomocí pozorování světelných signálů z odpalů náloží střelného prachu na hraničních horách (Děčínský Sněžník, Sněžka). Signály z těchto odpalů pozoroval z pražského Petřína.
Napsal životopis Isaaca Newtona (1783) a publikoval mnoho odborných článků o astronomii a topografii.
Věnoval se také meteorologii a fenologii. Jako první na světě popsal způsob předpovídání počasí podle změn atmosférického tlaku.
Řada přístrojů, které opatřil v Mnichově nebo sám zkonstruoval, je dnes vystavena v Klementinu a v Teplé si zřídil hvězdárnu v klášterním parku a na Branišovském vrchu.

## Památky
- Davidova stezka je naučná stezka v podobě 33 kilometrů dlouhého okruhu spojujícího od roku 2011 místa na Tepelsku a Toužimsku, spjatá s jeho životem a působením, včetně jeho zaniklé rodné obce, dlouhá 33,[5][6] či 31, kilometrů.[7]
- Davidova noc s astronomickým zaměřením se konává od roku 2010 v srpnu v Nežichově, pod jeho bývalou observatoří na Branišovském vrchu, kupříkladu v sobotu 21. srpna 2010,[8] 20. srpna 2011,[6][9] v roce 2014,[10] či v pátek 21. srpna 2020,[11] a po vzniku Manětínské oblasti tmavé oblohy patří mezi činnosti s ní spojené.[12]
- Pamětní deska připomíná Davidovu osobnost v rodných Dřevohryzech od roku 2007.
- Asteroid Planetka (Asteroid 6385) objevená roku 1989 byla pojmenována Martindavid = 1989 EC2.